# Alberto Contoli
Alberto Contoli (* 21. Dezember 1987 in Faenza) ist ein ehemaliger italienischer Straßenradrennfahrer.
Alberto Contoli gewann 2005 in der Juniorenklasse jeweils eine Etappe beim Giro di Toscana und beim Giro di Basilicata. In der Saison 2008 wurde er italienischer Vizemeister im Straßenrennen der U23-Klasse hinter Damiano Caruso. Ende des Jahres fuhr er für das russische Professional Continental Team Tinkoff Credit Systems als Stagiaire. 2009 wurde Contoli Erster der Gesamtwertung beim Giro delle Valli Cuneesi nelle Alpi del Mare und beim Giro della Valle d’Aosta gewann er mit seinem Team Bottoli Nordelettrica Ramonda das Mannschaftszeitfahren.

## Erfolge
2009
- Mannschaftszeitfahren Giro della Valle d’Aosta

## Teams
- 2008 Tinkoff Credit Systems (Stagiaire)

- 2010 Colnago-CSF Inox
- 2011 Colnago-CSF Inox
- 2012 Colnago-CSF Inox (bis 30. März)